# Tecoma cochabambensis
Tecoma cochabambensis là một loài thực vật có hoa trong họ Chùm ớt. Loài này được (Herzog) Sandwith miêu tả khoa học đầu tiên năm 1953.